# Jack Griffo
Jack Davis Griffo (Orlando, 11 de dezembro de 1996) é um ator e cantor estadunidense. Ele ficou mais conhecido por interpretar Maximus "Max" Octavius Thunderman no sitcom da Nickelodeon The Thundermans, estrelando ao lado de Kira Kosarin (Sua irmã gêmea na série). Ele também teve um papel de protagonista no filme da Nickelodeon Jinxed, onde ele lançou a música "Slingshot".

## Carreira
Jack  fez suas primeiras aparições em 2011 em Os Guerreiros do Wasabi e As Aventuras de Bucket & Skinner. Griffo atualmente interpreta Dylan no sitcom da Netflix Alexa & Katie estrelando ao lado de sua namorada Paris Berelc (Sua namorada na série). Também na Nickelodeon estrelou em Jinxed como Brett O'Leary ao lado de Ciara Bravo. Ele também fez várias aparições em Papai em Apuros como Xander McGinley como ex-namorado e namorado de Emily e apareceu em Jessie como Brett Summers no episódio Somebunny's In Trouble.
Griffo estrelou ao lado de Isabela Moner, Jace Norman e Tony Cavalero no filme original da Nickelodeon Adam e seus Clones. Ele desempenhou o papel de Billy, o namorado da filha de Ian Ziering, no filme original Syfy, Sharknado 3: Oh Hell No !.

## Carreira Musical
Griffo tem um canal no YouTube onde ele faz posts de covers de músicas. A partir de Fevereiro de 2015, o canal tem mais de 54,000  inscritos e mais de 4.9 milhões de views. Ele lançou um single  com sua amiga, Kelsey Lee Smith, "Hold Me", em 17 de Outubro de 2011. O vídeo da música "Hold Me" foi lançado em 29 de Outubro de 2011, e recebeu mais de 3 milhões de views. Ele lançou seu primeiro single solo, "Slingshot" em 13 de Novembro de 2013, que é com o Douglas James. O vídeo da música de "Slingshot" foi lançado no Canal do YouTube de Griffo em 14 de Janeiro de 2014, e recebeu mais de 700.000 views.

## Filmografia

### Filmes
| Ano  | Título                            | Papel          | Notas                                             |
| ---- | --------------------------------- | -------------- | ------------------------------------------------- |
| 2011 | Sound of My Voice                 | Peter Jovem    |                                                   |
| 2012 | What I Did Last Summer:First Kiss | Johnny         | Curta-metragem                                    |
| 2012 | American Hero                     | Irmão Maior    |                                                   |
| 2012 | East of Kensington                | Peter Pan      | Curta-metragem                                    |
| 2013 | Jinxed                            | Brett O' Leary | Filme de Televisão                                |
| 2014 | Back-Up Beep Beep System          | Paul           | Curta-metragem                                    |
| 2015 | Adam e seus Clones                | Vance Hansum   | Filme de Televisão                                |
| 2015 | Sharknado 3: Oh Hell No!          | Billy          | Filme de Televisão                                |
| 2017 | Apple of My Eye                   | Sebastian      | Originalmente titulado "And Then There Was Light" |
| 2017 | Those Left Behind                 | Noah           |                                                   |

### Televisão
| Ano       | Título                           | Papel                         | Notas                                             |
| --------- | -------------------------------- | ----------------------------- | ------------------------------------------------- |
| 2011      | Os Guerreiros do Wasabi          | Benny                         | "All the Wrong Moves"                             |
| 2011      | As Aventuras de Bucket & Skinner | Membro da Equipe de Surf 2011 | Episódio: Epic Musical                            |
| 2013      | Marvin Marvin                    | Ellis                         | Episódio: Scary Movie                             |
| 2013      | Jessie                           | Brett Summers                 | Episódio: Somebunny's In Trouble                  |
| 2013      | Papai em Apuros                  | Xander McGinley               | Papel Recorrente                                  |
| 2013-2018 | The Thundermans                  | Max Thunderman                | Protagonista/Antagonista                          |
| 2014      | The Haunted Hathaways            | Max Thunderman                | Crossover especial de 1 hora                      |
| 2014      | AwesomenessTV                    | Ele mesmo                     | Episódio: Teen Challenge                          |
| 2014      | Webheads                         | Ele mesmo                     | Competidor                                        |
| 2015      | Nicky, Ricky, Dicky & Dawn       | Ele mesmo                     | Episódio: Go Hollywood (Temporada 2, Episódio 11) |
| 2015      | Ho Ho Holiday Special            | Ele mesmo                     | Especial de Natal da Nickelodeon                  |
| 2016      | NCIS: Los Angeles                | McKenna                       | Episódio: Talion (Temporada 7, Episódio 24)       |
| 2016      | Henry Danger                     | Max Thunderman                | Crossover especial de 1 hora                      |
| 2016      | Paradise Run                     | Ele mesmo                     | 3 episódios                                       |
| 2018-2020 | Alexa & Katie                    | Dylan                         | Série original da Netflix                         |
| 2018      | Esquadrão de Cavaleiros          | Sir Swayze                    | Episódio: Working on the Knight Moves             |

## Prêmios e indicações
| Ano  | Prêmio              | Categoria           | Trabalho        | Resultado | Ref.   |
| ---- | ------------------- | ------------------- | --------------- | --------- | ------ |
| 2014 | Kids' Choice Awards | Ator de TV Favorito | The Thundermans | Indicado  | [ 10 ] |
| 2015 | Kids' Choice Awards | Ator de TV Favorito | The Thundermans | Indicado  | [ 11 ] |
| 2016 | Kids' Choice Awards | Ator de TV Favorito | The Thundermans | Indicado  | [ 12 ] |
| 2017 | Kids' Choice Awards | Ator de TV Favorito | The Thundermans | Indicado  | [ 13 ] |
| 2018 | Kids' Choice Awards | Ator de TV Favorito | The Thundermans | Indicado  | [ 14 ] |

## Discografia
| Ano  | Música                 | Nota                     |
| ---- | ---------------------- | ------------------------ |
| 2011 | "Hold Me" (com Kelsey) | Canção com Jack e Kelsey |
| 2013 | "Slingshot"            | Canção de Jinxed         |

## Ligações Externas
- Jack Griffo. no IMDb.
- «Sítio oficial»
- Jack Griffo no X
- Jack Griffo no Instagram